# Kettenhaus

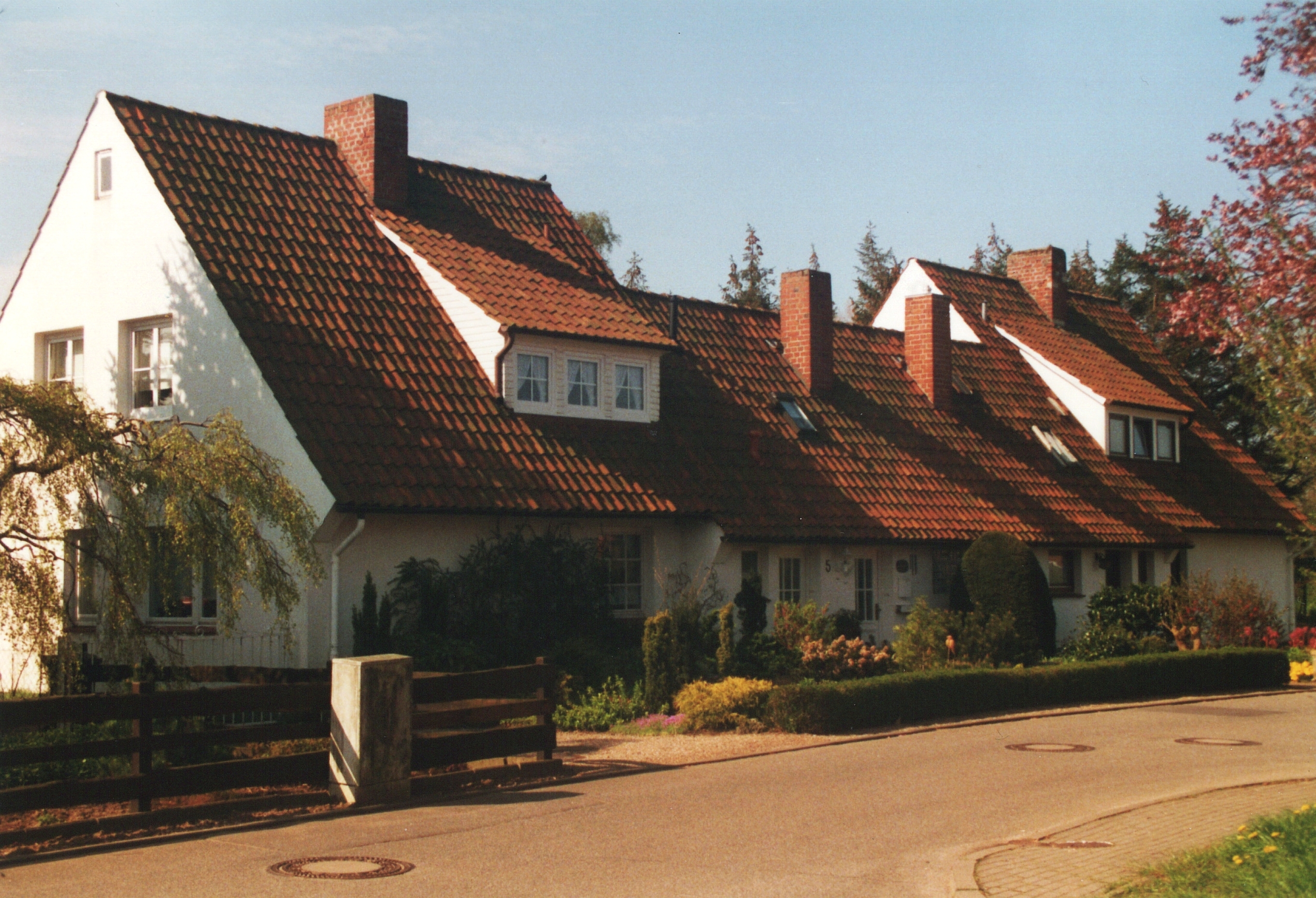
Kleinsiedlung der 50er Jahre als Kettenhaus mit Stall- und Nebengebäude zwischen den Wohnhäusern in Reinbek, Schleswig-Holstein

Kettenhaus bezeichnet in der Architektur ein Einfamilienwohnhaus, das mit weiteren gleichartig gestalteten Häusern und dazwischenliegenden Stallungen oder Garagen eine geschlossene Reihung bildet. 
Die Häuser können leicht versetzt zueinander oder in exakter Reihe angelegt sein. Die so gebildete Reihe ist parallel zu einer Straße ausgerichtet oder begrenzt einen Platz. Kettenhäuser wirken im Vergleich zu Reihenhäusern wesentlich aufgelockerter. Diese Bauweise ist bei begrenzter Baufläche vorteilhaft.